# Alpaida coroico
Alpaida coroico Levi, 1988 è un ragno appartenente alla famiglia Araneidae.

## Etimologia
Il nome della specie deriva dal comune boliviano di rinvenimento: Coroico.

## Caratteristiche
L'olotipo femminile rinvenuto ha dimensioni: cefalotorace lungo 2,8mm, largo 2,3mm; il primo femore misura 2,3mm e la patella e la tibia circa 2,7mm.

## Distribuzione
La specie è stata rinvenuta nella Bolivia occidentale: nel territorio del comune di Coroico, appartenente alla provincia di Nor Yungas.

## Tassonomia
Al 2014 non sono note sottospecie e dal 1988 non sono stati esaminati nuovi esemplari.